# Radio Data System
Radio Data System (срещано по-често само като RDS, букв. превод система за данни по радиото) е многоцелеви стандарт, предназначен за предаване на информационни съобщения по каналите за FM-радиоразпръскване в диапазона на УКВ. Намира най-широко приложение в автомобилните радиоприемници, за изобразяване върху техните дисплеи на информация, която съпътства радиопредаванията на радиостанциите.

## История
От края на 1970-те години, отначало в Германия, а по-късно и в другите страни от Западна Европа започва да се материализира идеята за необходимост от помощ на водачите на МПС в сложни ситуации на пътя. Редовното предаване на съобщения за пътната обстановка по мрежата на FM-радиостанциите – точно това именно е било необходимо, тъй като почти всички шофьори слушат радио по време на пътуването. Същевременно е трябвало да се предупреди слушателят, че именно дадената радиостанция предава така необходимата му информация. Това е било желателно да става със специален управляващ сигнал, особено ако в дадения момент той слуша не радиото, а магнетофонен запис или компактдиск.
Първите системи с подобни функции (ARI, на немски: Autofahrer Rundfunk Information) се появяват още в началото на 1980-те, а от 1986 г. в страните от Западна Европа започва експериментална експлоатация на новата система. В началото на 1990-те Европейски съюз за радио и телевизия приема препоръка (Recommendation, „рекомендация“) за системата RDS за предаване на данни чрез радиопредавателните станции, работещи в УКВ-диапазона (65 – 108 MHz).
Стандартът е публикуван от CENELEC за пръв път през 1990 г. като EN 50067 и два пъти е преразглеждан от CENELEC (през 1992 и 1998 г.)
През 1999 г. членовете на Европейски съюз за радио и телевизия (EBU) приемат стандарта за RDS IEC 62106 в качеството му на единен многоцелеви стандарт.
Системата предвижда предоставяне на слушателите на цял ред нови услуги:
- възможност за оперативно получаване на информация от водача за ремонти, струпвания на коли и задръствания по големите пътища, възможни обиколни пътища, метеорологичните условия и т.н.
- предаване на информация за приеманата радиостанция: наименование, характер на предаванията;
- синхронизация на часовника в радиоприемника с еталонния часовник на радиостанцията.

Радиоприемникът е трябвало да реагира автоматично на управляващите сигнали, съпровождащи тези съобщения, за да не се отвлича вниманието на водача. Рекомендацията предполага по-нататъшно развитие на системата, и затова съдържа още няколко варианта за използване на този канал за предаване на данни, които се делят на основни, допълнителни и спомагателни.
Отличителна особеност на дадения стандарт е използването му при предаване в мрежите за радиоразпръскване и телевизия (радиоповикване на поднесеща в диапазона на предаване). Самият принцип на съвместяване на канала за предаване на данни в системата RDS е аналогичен на принципа при предаване на телетекст. Само че вместо разделяне по време (предаването на телетекст става заедно със синхронизиращите редови импулси в началото на всеки кадър), в радиопредаването се използва разделяне по честота: за предаване на данните е отделена тясна лента около поднесещата 57 kHz. Тъй като тази лента е разположена над предавания стереофоничен сигнал, обикновеното радиопредаване не се смущава.
Стандартите на IEC не действат в САЩ. Там RDS съществува под формата на малко изменен вариант, наричан RBDS и е адаптиран, за да удовлетвори конкретните нужди на северноамериканските FM радиостанции. Стандартът RBDS има официално название NRSC-4-А и се курира от National Radio Systems Committee (Национален комитет по радиосистемите на САЩ).

## Функции на RDS
В днешно време в системата RDS е предвидена възможност за реализиране на голям брой функции, обаче, като правило, в RDS-радиоприемниците се използват само пет основни, така наричани базисни, функции:
| ID | Разшифроване                                                                         | Описание |
| -- | ------------------------------------------------------------------------------------ | --- |
| PI | Programme Identification (Идентификация на програмата)                               | изобразяване на дисплея на приемника наименованието на приеманата програма (радиостанция) и нейната номинална работна частота                                                                                         |
| AF | Alternative Frequencies list (Списък на алтернативните честоти)                      | възможност за автоматично пренастройване на радиоприемника, например в случай на влошаване на приемането на сигналите на дадената честота, на други честоти, на които също се предават сигналите на дадената програма |
| PS | Programme Service name (Служебно име на програмата)                                  | информира за наименованията на програмите, предавани от радиостанцията |
| TP | Traffic Programme identification (Идентификация на програмите за пътната информация) | съдържа информация за организацията на движението по трасето |
| TA | Traffic Announcement identification (Съобщения за движението по пътя)                | съдържа информация за промените в обстановката на пътя |